# Afrobrunnichia
Afrobrunnichia Hutch. & Dalziel – rodzaj rośliny z rodziny rdestowatych (Polygonaceae Juss.). Według The Plant List w obrębie tego rodzaju znajdują się 2 gatunki. Występuje naturalnie w strefie tropikalnej Afryki Zachodniej. Gatunkiem typowym jest A. erecta (Asch.) Hutch. & Dalziel. 

## Morfologia
PokrójWiecznie zielone liany o drewniejących pędach. Wąsy czepne rozwijają się w kątach pędów.
LiścieUlistnienie jest naprzemianległe. Ich blaszka liściowa jest pojedyncza, całobrzega. Osadzone są na ogonkach liściowych. Gatka jest niepozorna.
KwiatyPromieniste, obupłciowe, zebrane w pęczki przypominające luźne grona, rozwijają się w kątach pędów lub na ich szczytach. Listków okwiatu jest 5, są częściowo zrośnięte u podstawy, tworzą okwiat o rurkowatym kształcie. Mają 6 wolnych pręcików, wystających ponad okwiat. Zalążnia jest górna, jednokomorowa.

## Systematyka
Pozycja systematyczna według Angiosperm Phylogeny Website (aktualizowany system APG IV z 2016)Początkowo gatunki tego rodzaju były włączane do rodzaju Brunnichia. Współcześnie uważany jest za odrębny rodzaj w rodzinie rdestowatych (Polygonaceae), rzędu goździkowców (Caryophyllales) w obrębie dwuliściennych właściwych.
Lista gatunków
- Afrobrunnichia africana (Welw.) Hutch. & Dalziel
- Afrobrunnichia erecta (Asch.) Hutch. & Dalziel